# Kiritapu Allan

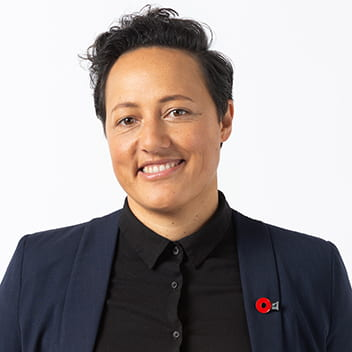
Kiritapu Allan (2020)

Kiritapu „Kiri“ Lindsay Allan (geboren 1984 in Te Karaka, Gisborne District) ist eine neuseeländische Juristin und Politikerin. Für die New Zealand Labour Party wurde sie 2017 und 2020 in das neuseeländische Parlament gewählt. Sie ist seit November 2020 Ministerin im Kabinett Ardern II.

## Leben und Beruf
Allan stammt väterlicherseits von Einwanderern aus Schottland ab, ihre Mutter war die Tochter eines Fischers und Veteranen des Zweiten Weltkriegs und einer Māori-Pirirakau-Prinzessin. Sie war eines von zehn Kindern und erhielt den Vornamen ihrer Großmutter, die ebenfalls Māori war.
Als Baby wurde Allan einer Tante und einem Onkel, Gail und David Allan, deren Kind gestorben war, zur Erziehung übergeben. Bei ihnen wuchs sie in Paengaroa auf, einem Dorf mit 500 Einwohnern in  der Verwaltungsregion Bay of Plenty.
Mit 16 Jahren verließ sie die Schule und arbeitete mehrere Jahre an wechselnden Orten bei KFC, als Staubsaugerverkäuferin oder als Erntehelferin. In dieser Zeit wurde sie Gewerkschaftsmitglied. Als sie in einer Bar in Auckland jobbte, lernte sie einen Juraprofessor kennen, mit dem sie über Politik, Rechtsfragen und soziale Ungleichheit diskutierte. Er schlug ihr ein Jurastudium vor, und sie studierte an der Victoria University of Wellington in der Hauptstadt Neuseelands Rechts- und Politikwissenschaften. In Pausen zwischen den Vorlesungen verfolgte sie die Debatten im nahegelegenen Parlament. Eine Lektorin (Lecturer) empfahl ihr, Mitglied einer Partei zu werden, wenn sie verstehen wolle, wie Politik funktioniere. Sie trat der Labour-Partei bei und absolvierte ein Praktikum im Büro der Ministerpräsidentin Helen Clark. Nach der Graduierung kehrte sie in ihre Heimat zurück und arbeitete als Anwältin für Wirtschaftssachen in Anwaltsbüros und als Unternehmensberaterin.
Seit 2016 ist sie verheiratet. Am 29. August 2017 brachte ihre Frau Natalie Coates die Tochter Hiwa-i-te-rangi Allan-Coates zur Welt.

## Politische Karriere
Bei der Parlamentswahl 2017 forderte sie als 33-jährige im Wahlbezirk East Coast vergeblich die langjährige konservative Abgeordnete Anne Tolley heraus, wurde aber auf Platz 21 der Labour-Liste ins House of Representatives gewählt.
Zu ihrer Jungfernrede im Repräsentantenhaus im November 2017 nahm sie ihre Frau und die Tochter mit. Sie erinnerte an ihre Großmutter, die bis zum Schulbeginn ausschließlich Te Reo Māori gesprochen habe. Das sei ihr in der Schule verboten worden, und statt sie mit ihrem Namen Kiritapu anzusprechen, sei sie vom ersten Schultag an und für den Rest ihres Lebens „Kitty“ genannt worden. Allan betonte, sie wolle den stummen Neuseeländern, wie es ihre Großmutter gewesen sei, eine Stimme geben.
Seit 2018 veröffentlicht Allan zusammen mit der Grünen-Abgeordneten Chlöe Swarbrick wöchentlich einen Podcast, mit dem sie politische Inhalte unterhaltsam vermitteln und die Zuschauer dazu bringen wollen, sich für ihre politischen Belange selbst einzusetzen.
Bei der Parlamentswahl 2020 kandidierte sie erneut für ein Direktmandat im Wahlbezirk East Coast, das die konservative Abgeordnete Anne Tolley innegehabt, aber auf eine erneute Kandidatur verzichtet hatte. Nach 15 Jahren holte Allan den Wahlbezirk für die Labour Party zurück.
Seit dem 6. November 2020 ist sie Ministerin für Naturschutz und Ministerin für Notfallmanagement im Kabinett von Jacinda Ardern. Im April 2021 unterbrach sie ihre Tätigkeit zur Behandlung eines Zervixkarzinoms, im Juli 2021 kehrte sie ins Amt zurück.

### Ministerämter in der Regierung Ardern
Ministerämter im 2. Kabinett von Jacinda Ardern:

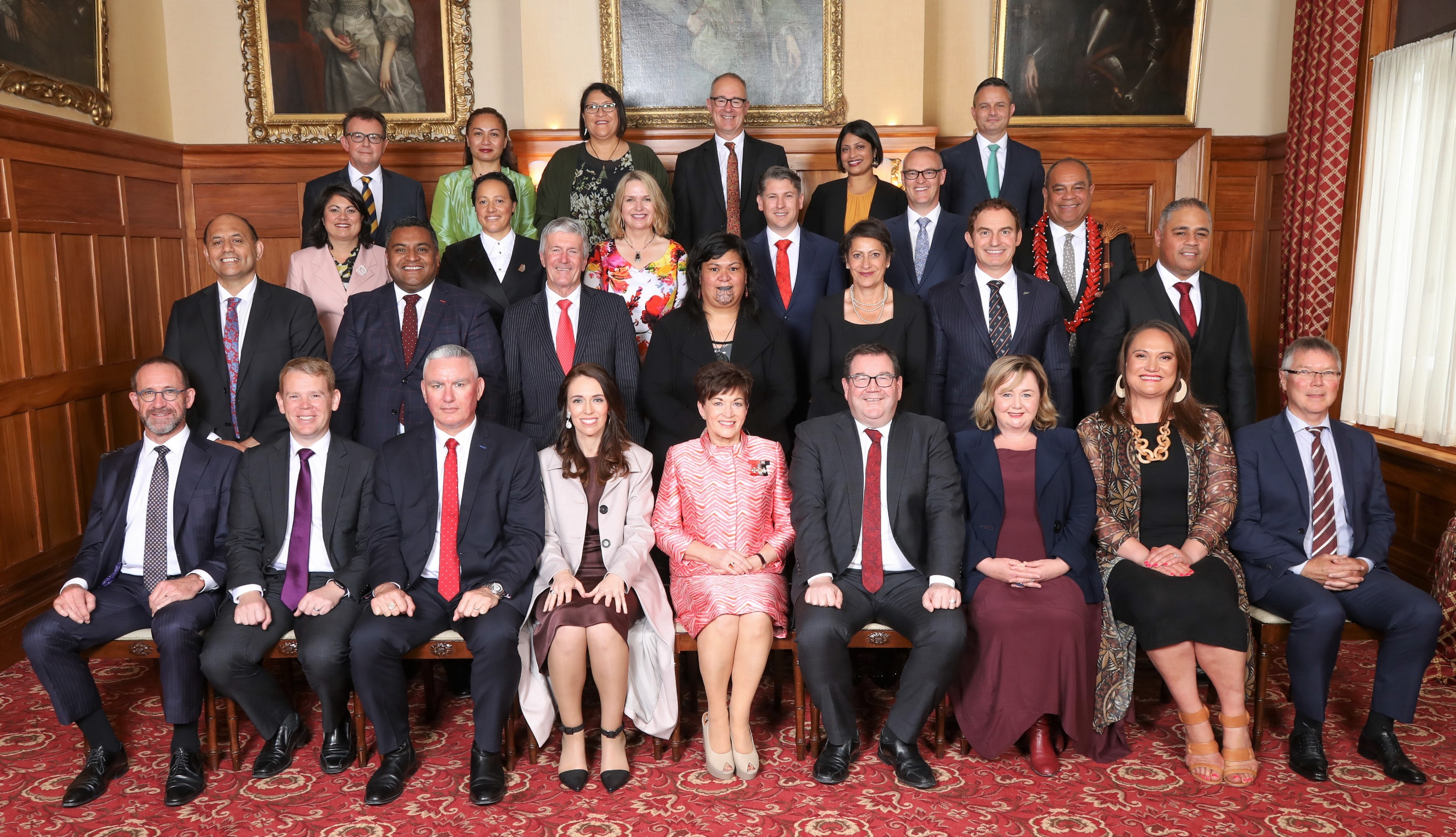
Kiritapu Allan (2020)
2. von links in der dritten Reihe

| Minister                                          | vom              | bis             |
| ------------------------------------------------- | ---------------- | --------------- |
| Minister of Conservation                          | 6. November 2020 | 14. Juni 2022   |
| Minister for Emergency Management                 | 6. November 2020 | 14. Juni 2022   |
| Associate Minister for Arts, Culture and Heritage | 6. November 2020 | 25. Januar 2023 |
| Associate Minister for the Environment            | 6. November 2020 | 25. Januar 2023 |
| Minister of Justice                               | 14. Juni 2022    | 25. Januar 2023 |
| Associate Minister of Finance                     | 14. Juni 2022    | 25. Januar 2023 |

### Ministerämter in der Regierung Hipkins
Mit dem Rücktritt von Jacinda Ardern als Premierministerin in der laufenden Legislaturperiode und der Übernahme des Amtes durch ihren Parteikollegen Chris Hipkins am 25. Januar 2023, blieben die Ministerämter von Allan unverändert.
| Minister                                          | vom             | bis             |
| ------------------------------------------------- | --------------- | --------------- |
| Associate Minister for Arts, Culture and Heritage | 25. Januar 2023 | 1. Februar 2023 |
| Associate Minister for the Environment            | 25. Januar 2023 | 1. Februar 2023 |
| Associate Minister of Finance                     | 25. Januar 2023 | 1. Februar 2023 |
| Minister of Justice                               | 25. Januar 2023 | 24. Juli 2023   |
| Minister for Regional Development                 | 1. Februar 2023 | 24. Juli 2023   |
| Associate Minister of Transport                   | 1. Februar 2023 | 24. Juli 2023   |
| Associate Minister of Finance                     | 21. Juni 2023   | 24. Juli 2023   |

Quellen: Department of the Prime Minister and Cabinet New Zealand Parliament
Am 24. Juli 2023 trat Allan nach einer Anklage wegen unvorsichtigen Fahrens und der Weigerung, die Polizei nach einem alkoholbedingten Autounfall zu begleiten, zurück. Seit der Parlamentswahl 2023 ist sie nicht mehr im Parlament vertreten.